# 't Goy

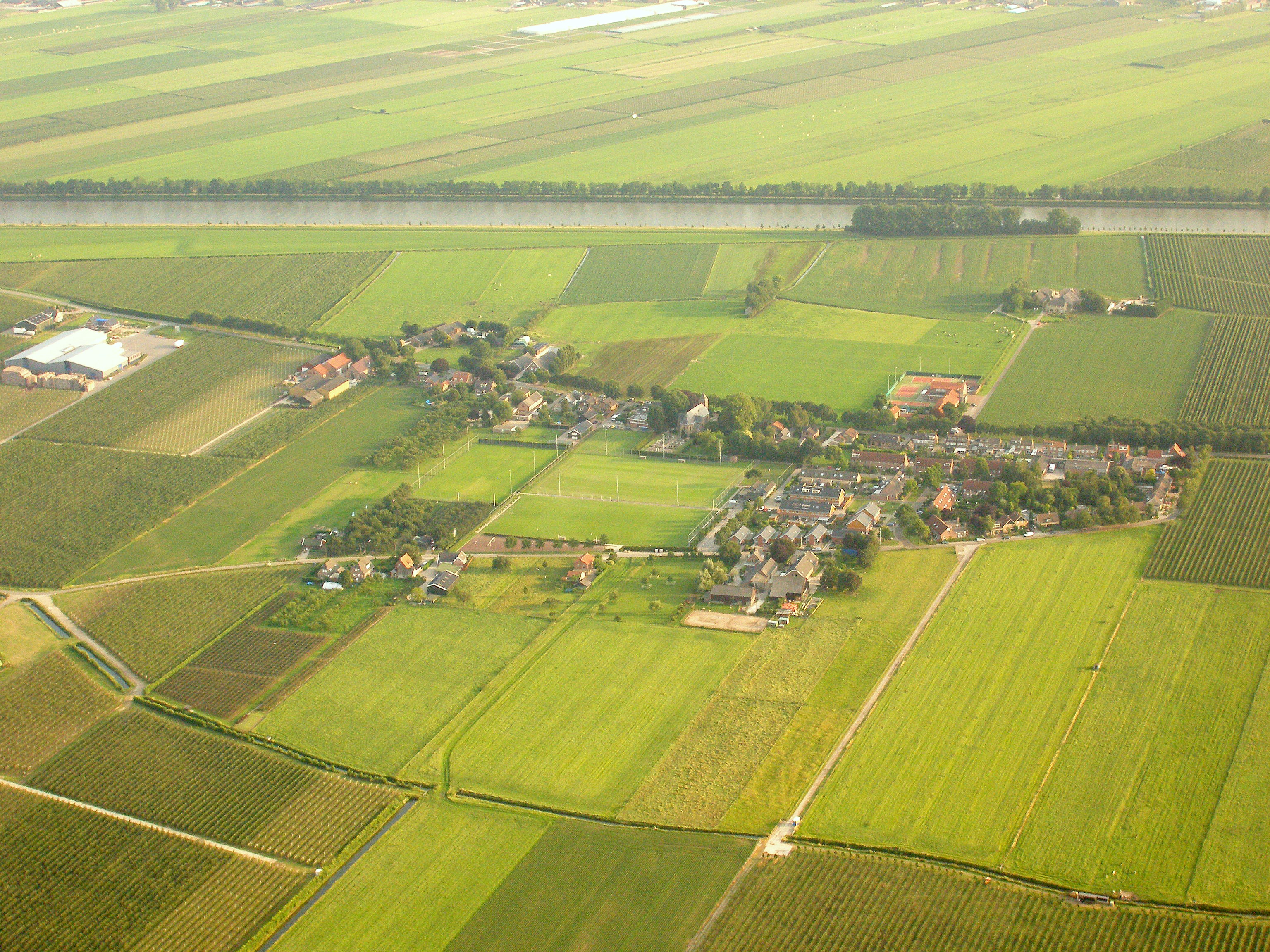
't Goy, en daarachter het Amsterdam-Rijnkanaal, gezien vanuit de lucht

 't Goy is een dorp in de gemeente Houten, in de Nederlandse provincie Utrecht; het is gelegen ten zuidoosten van Houten. Vanaf 1966 is het uitgegroeid van gehucht tot een klein dorp met nieuwbouw (vrijstaande bungalows). 't Goy telde in 2023 670 inwoners. De aanvankelijk dichte beplanting met boomgaarden is voor een flink deel verdwenen. In 't Goy ligt landgoed Wickenburgh uit het jaar 1381. Het landgoed heeft een wit landhuis met een duiventoren, oprijlaan en een groot bos achter het huis.
't Goy bestaat eigenlijk uit twee dorpen. Het "Oude Goy" (plaatselijk ook wel "het Goyse Dorp" genoemd) is een laatmiddeleeuws dorp uit de 14e eeuw, dat is ontstaan rond het kasteel Ten Goye (eerste vermelding 10e eeuw). Dit kasteel was een van de grootste kastelen die de regio kende en de eigenaren (Heren van Goye) heersten over de omgeving. 
Het dorp had een openbare lagere school aan de Wickenburghseweg die een van de kleinste van het land was (ten slotte nog maar acht leerlingen in 1969). Ook was in die jaren in het oude Goy aan de Wickenburghseweg een vakschool voor de fruitteelt gevestigd, vernoemd naar een Jonkheer Van Tets, een pleitbezorger van de fruitteeltbelangen van weleer.
Het tweede deel van het dorpje ligt op enige afstand en staat bekend als het Nieuwe Goy. Dit dorpje is ontstaan rond de bouw van de katholieke kerk in 1870. De belangrijkste elementen in dit dorp zijn de voetbalvelden, een café, een rooms-katholieke basisschool en een landbouwschool (thans dorpshuis). Dit dorpje is te zien op de luchtfoto hiernaast. De bevolking was voorheen voornamelijk werkzaam in de landbouw/fruitteelt (appels, kersen enzovoorts). Thans zijn het veel stedelingen die hier buiten zijn komen wonen.
Aan de Tuurdijk zijn restanten van een Romeinse villa ontdekt. Het is een van de drie Romeinse bouwwerken waarvan in de gemeente Houten sporen zijn gevonden.
In 1396 werd 't Goy geplunderd door roofridder Jan van Rhijnestein uit Cothen.
VV 't Goy is de voetbalvereniging van 't Goy. De club speelt op sportpark de Eng.

## Bekende inwoners
- André van Doorn, meesterkok
- Roos Prommenschenckel (4 maart 1985), winnaar Mis(s)verkiezing 2006
- Joop Vernooij (1940-2017), missionaris in Suriname